# رنی باند
رنی باند (انگلیسی: Rene Bond؛ زاده ۱۱ نوامبر ۱۹۵۰ درگذشته ۲ ژوئن ۱۹۹۶) یک بازیگر پورنوگرافی اهل ایالات متحده آمریکا بود.